# Torneo de Memphis 2009
El Torneo de Memphis es un evento de tenis ATP World Tour de la serie 500 que se juega entre el 15 y el 22 de febrero en Memphis (Estados Unidos).

## Campeones

### Individuales
- Individuales masculinos:  Andy Roddick derrota a  Radek Štěpánek, 7-5, 7-5.

* Individuales femeninos:  Victoria Azarenka derrota a  Caroline Wozniacki, 6–1, 6–3.

### Dobles
- Dobles masculinos:  Mardy Fish /  Mark Knowles derrotan a  Travis Parrott /  Filip Polášek, 7-6(7), 6-1.

- Dobles femeninos:  Victoria Azarenka /  Caroline Wozniacki derrotan a  Yuliana Fedak /  Michaëlla Krajicek, 6–1, 7–6(7–2)